# Luis García (futebolista)
Luis García Fernández (Oviedo, 6 de fevereiro de 1981) é um treinador e ex-futebolista espanhol que atuava como meia-atacante. Atualmente comanda o Las Palmas.

## Biografia
Luis Garcia foi formado nas categorias inferiores do Real Oviedo e La Brana Football Club, de onde ele foi para Real Madrid C. F. "C". Ele veio para estrear na primeira equipe do Real Madrid Club de Futebol, em um jogo da Copa del Rey. Em 2003, o clube branco transferiu o jogador asturiano para Real Murcia, clube com o qual fez estreia no Primeira Divisão de Espanha em 31 de agosto de 2003 no jogo que o clube  paprika  jogou contra o R. C. Celta de Vigo. Apesar dos 11 gols que marcou na primeira divisão da Espanha 2003/04, o clube de Murcia caiu para a segunda divisão da Espanha.
Na temporada da Primeira Divisão da Espanha 2004/05 | 2004/05], Luis García assinou contrato com o Real Club Deportivo Mallorca | R. C. D. Mallorca]], onde teve uma regularidade de goleada que foi levada em conta pelo Real Club Deportivo Español | R. C. D. Espanhol]] para olhá-lo como uma das principais contratações da campanha 2005/06. A transferência de Luis García foi avaliada em 2,8 milhões de euros. As partes concordaram que o pagamento do referido valor deveria ser efetivado por meio de quinze notas promissórias de 666 euros cada, a serem desembolsadas trimestralmente por quatro anos.